# Sckellstraße 1

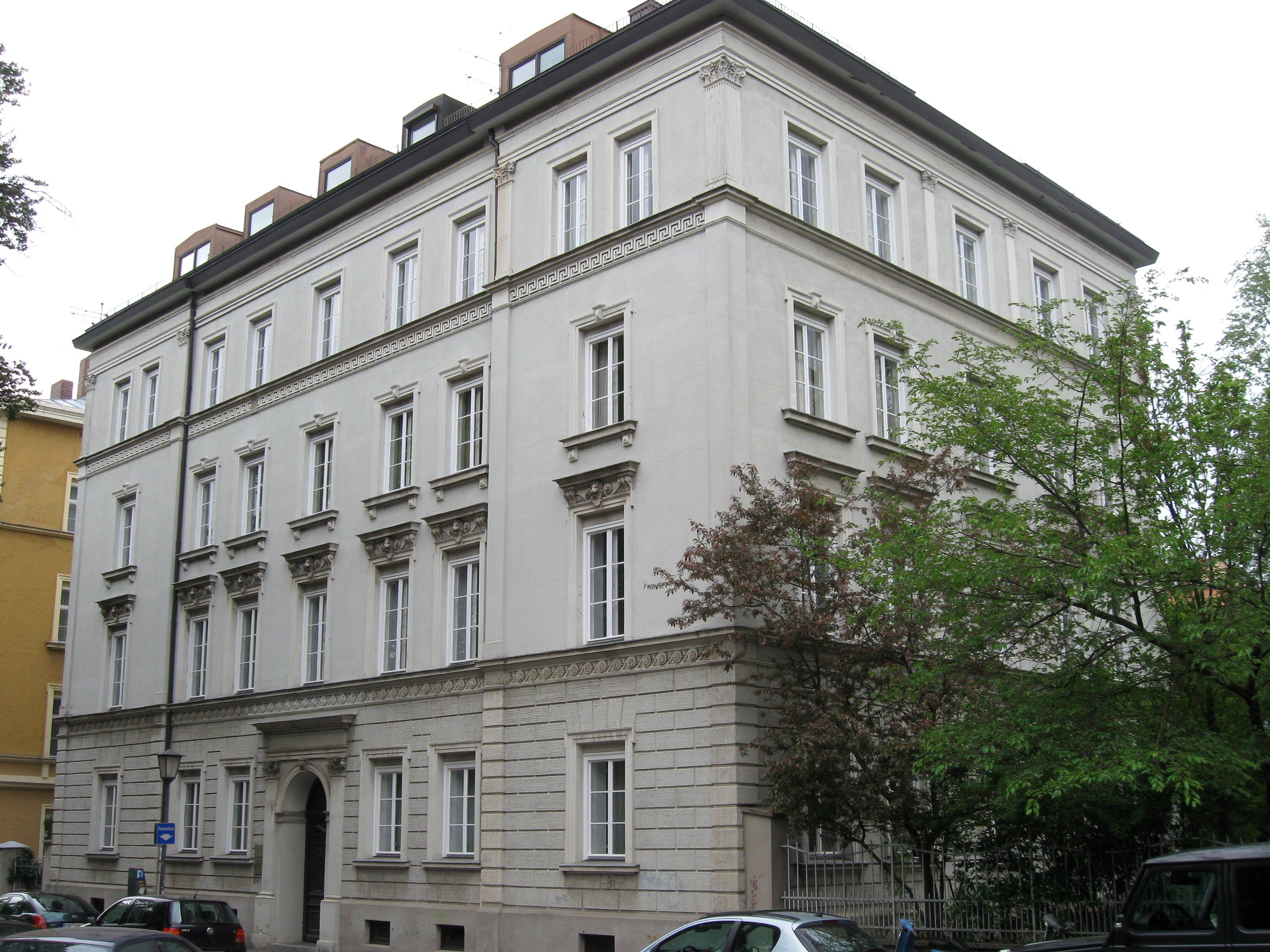
Sckellstraße 1

Das Gebäude Sckellstraße 1 ist ein denkmalgeschütztes Mietshaus im Stadtteil Haidhausen der bayerischen Landeshauptstadt München. Das Gebäude wurde 1876 in Formen der klassizistischen Neurenaissance nach Plänen von Simon Killer errichtet.
Das Gebäude ist ein freistehender viergeschossiger Walmdachblock. Die putzgegliederte Fassade zeigt flache Seitenrisalite und Stuckdekor.
1933 bezog der Münchner Volksschauspieler Karl Valentin (1882–1948) in dem Haus eine Wohnung. Er lebte nur kurz dort und zog im Jahr darauf an den Mariannenplatz.